# Furtuna tropicală Chalane
Furtuna tropicală severă Chalane a fost o furtună tropicală,prima dintre cele 3 cicloane tropicale care au lovit sudul Africii în iarna lui 2020,care a traversat prin insule,Madagascar,Mozambic (cea mai afectată zonă),Zimbabwe și Namibia.

## Istorie

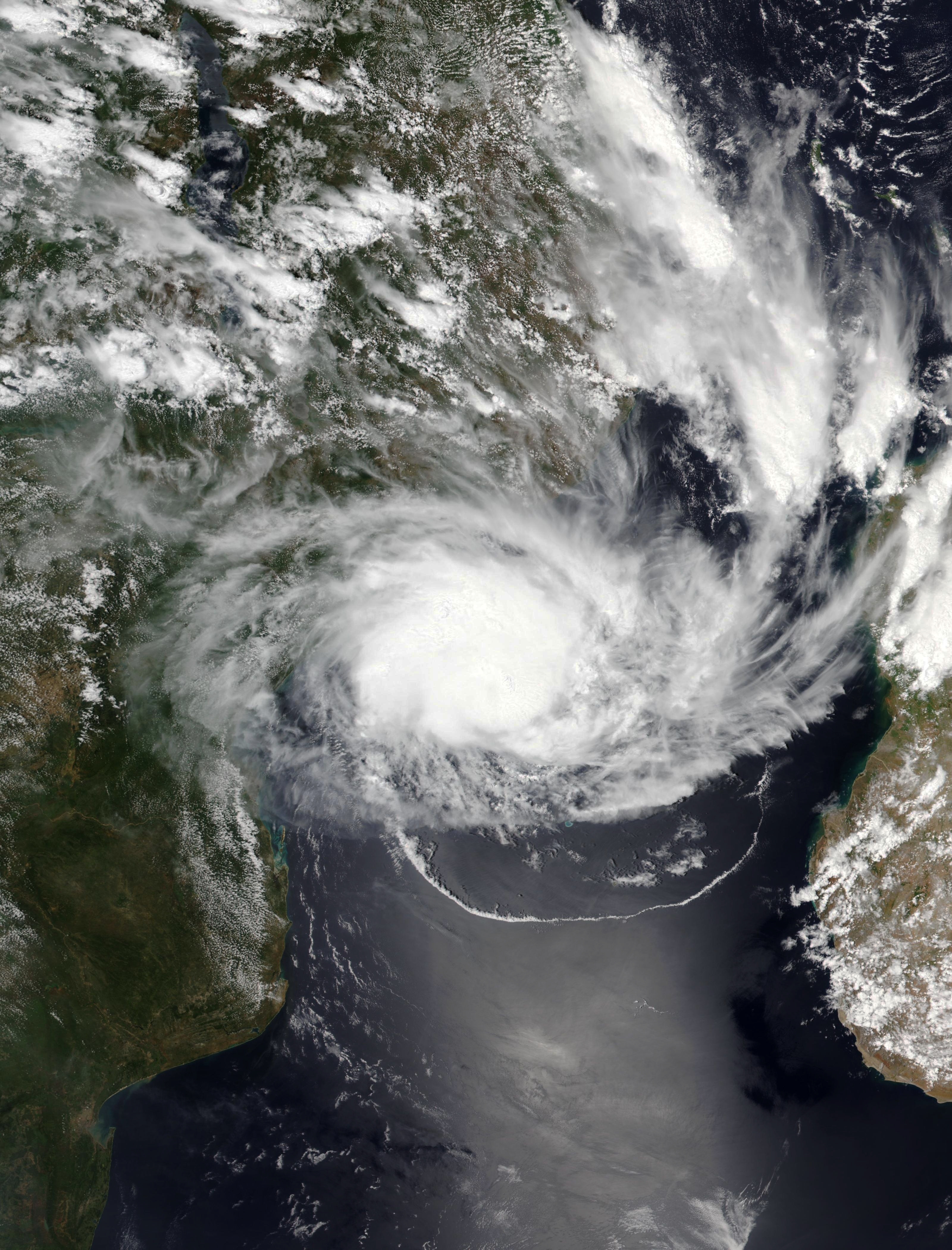
Furtuna pe 29 decembrie,înainte de a atinge Madagascar-ul

Pe 19 decembrie o stație meteo franceză a început să monitorizeze o zonă nefavorabilă de vreme din Oceanul Indian,în apropiere de Diego Garcia.
Ciclonul s-a format pe 23 decembrie din cauza prezenței unei unde Kelvin. Chalane a atins orasul Beira și alte sate vecine pe 26 decembrie,având o intensitate roșie pe radar și rafale de vânt de până la 110 km/h,cu presiunea maximă de 1001.5 hPa (milibari) atinsă când trecea direct prin Insula Tromelin.
Portul din Mozambic s-a închis pe 29 decembrie. 1,156 case au fost distruse și 169 școli au fost avariate,afectând 22,910 elevi,iar în Toamasina, Madagascar, milimetri înregistrați după furtună au atins 351 mm în total.
Ciclonul s-a dispersat pe 30 decembrie 2020,dar în Namibia "rămășițele" furtunii au afectat pe 2 ianuarie toată țara. S-a ajuns la estimatul de 7 persoane care au murit in furtuna tropicală.